# Santa Catalina (Negros oriental)
Pour les articles homonymes, voir Santa Catalina.
Santa Catalina est une localité de la province du Negros oriental, aux Philippines. En 2015, elle compte 75 756 habitants.